# Parhida, Bihor
Parhida este un sat în comuna Tămășeu din județul Bihor, Crișana, România.

## Personalități
- Augustin Vancea (1892-1973), geolog român, membru corespondent al Academiei Române.
- Margareta Takács (n.1915) , comunistă

## Vezi și
- Biserica reformată din Parhida

## Imagini

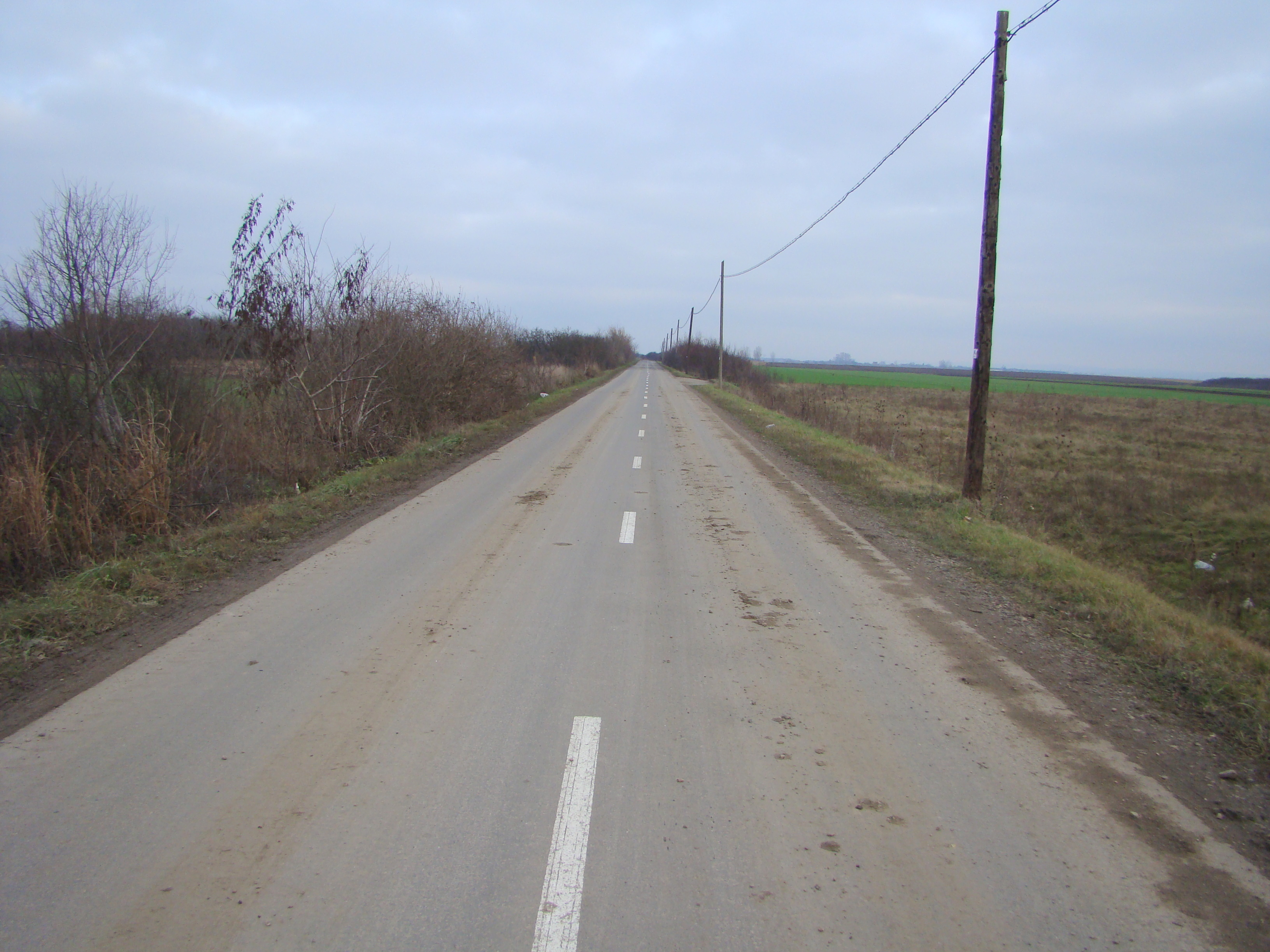
Drumul Tămășeu-Parhida
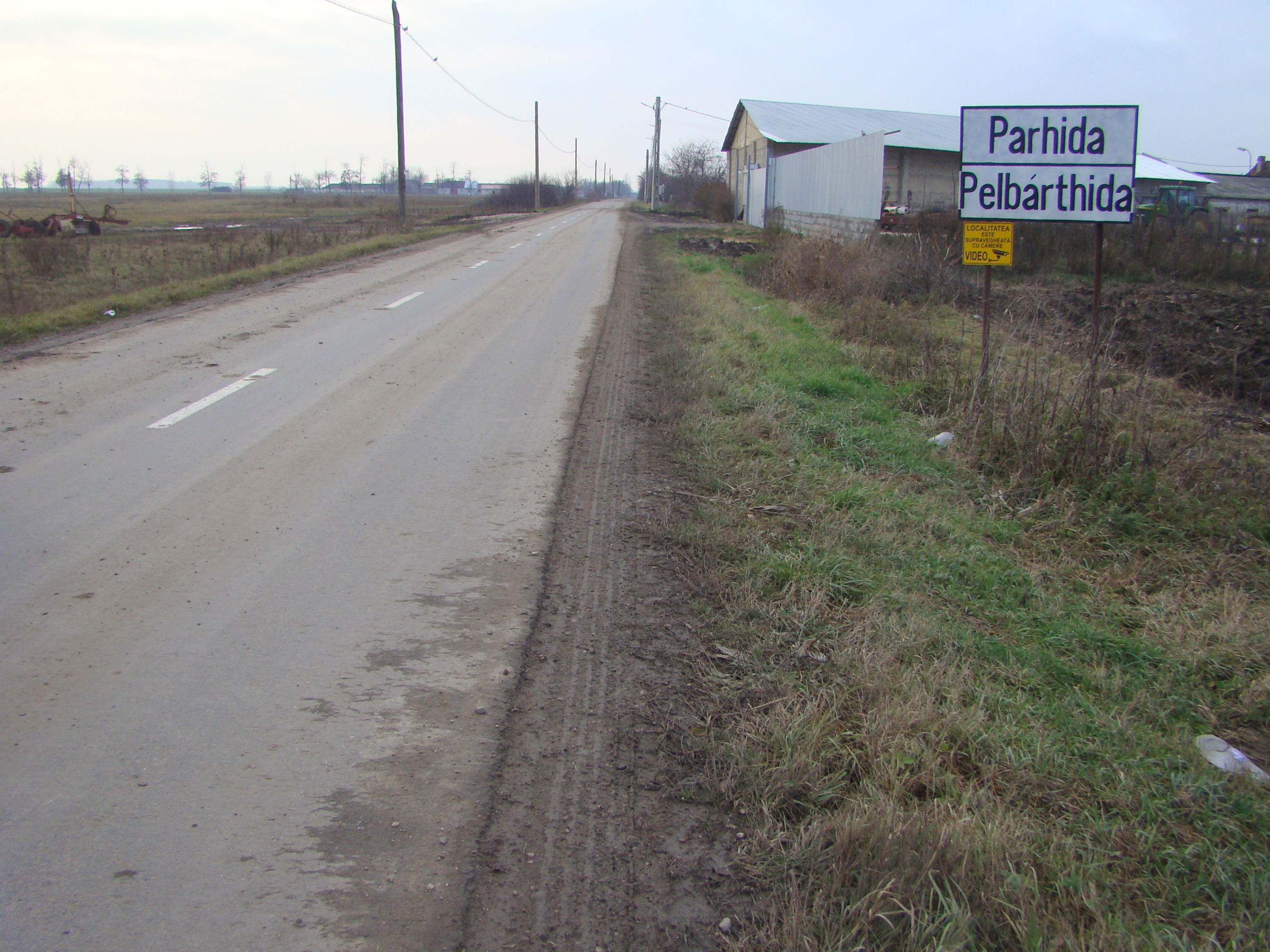
Intrarea în localitate
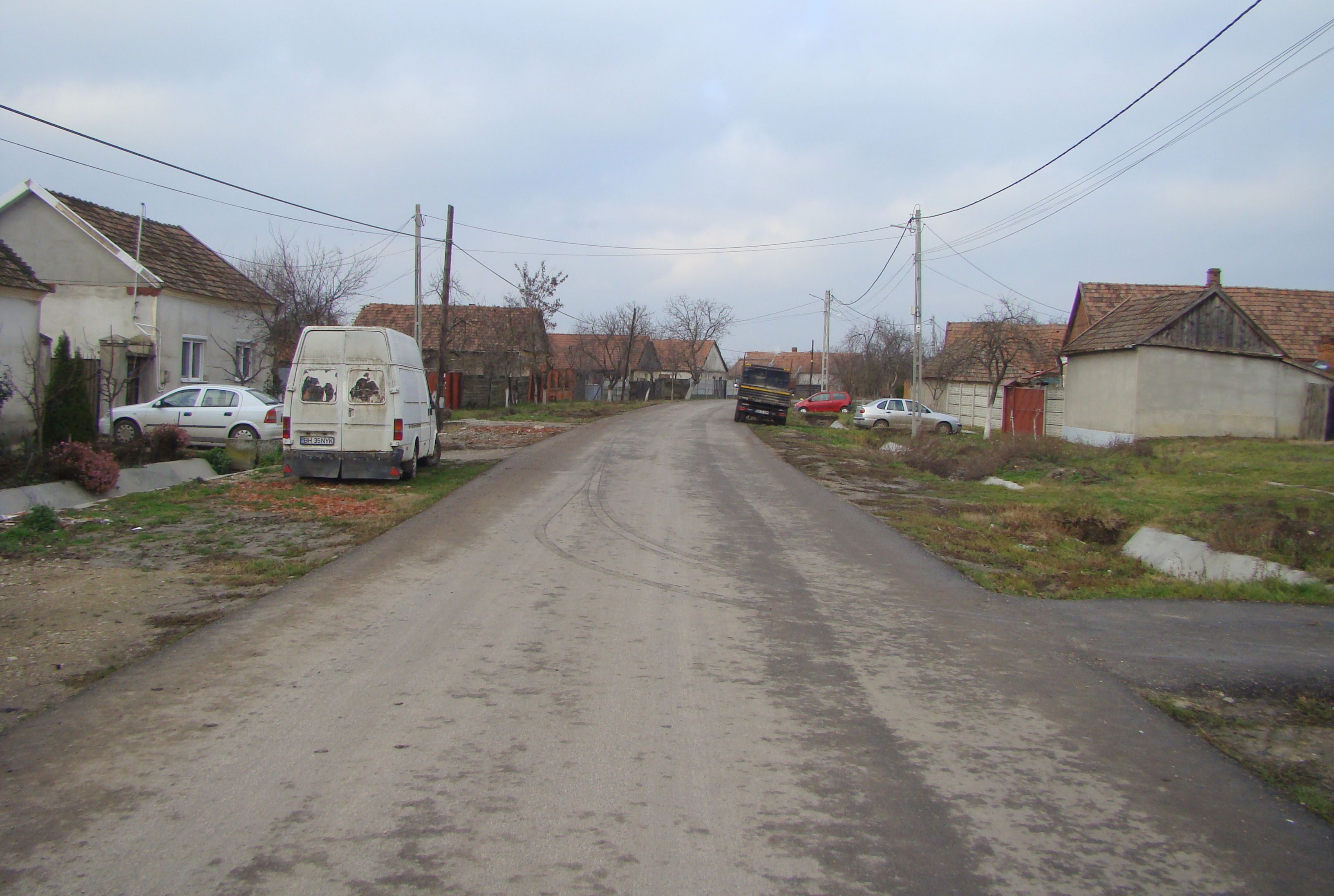
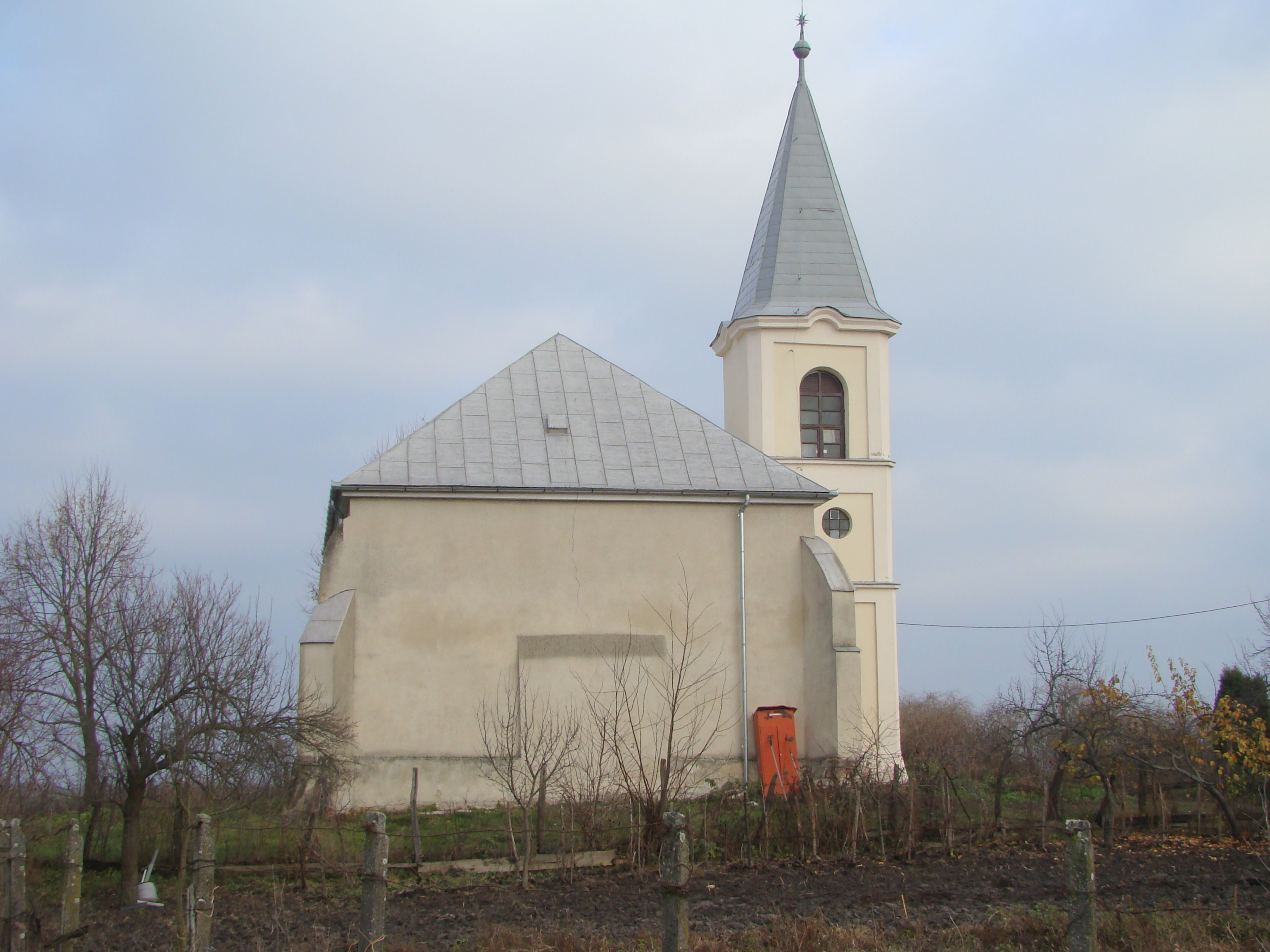
Biserica reformată (monument istoric)
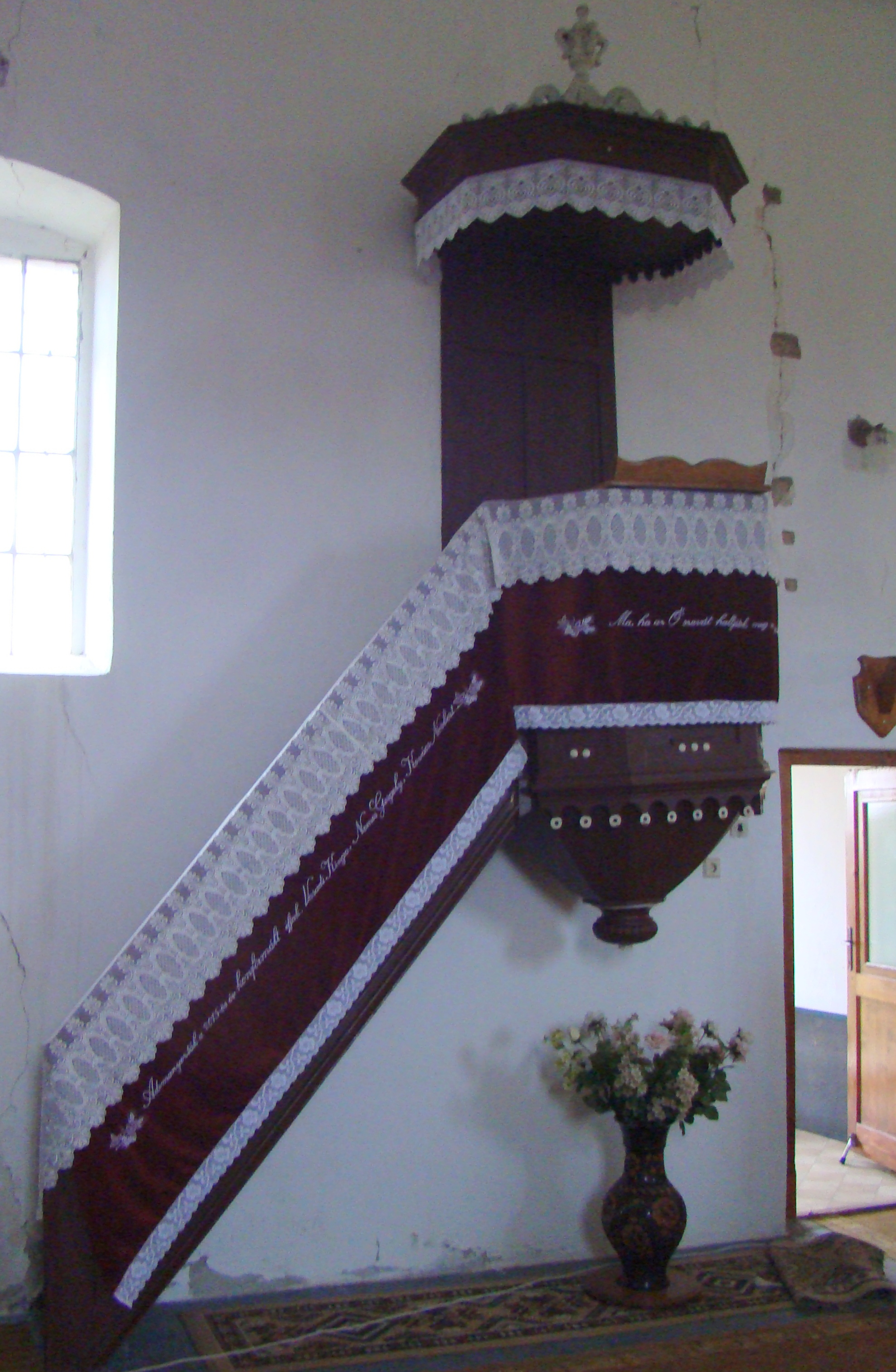
Biserica reformată (amvonul)
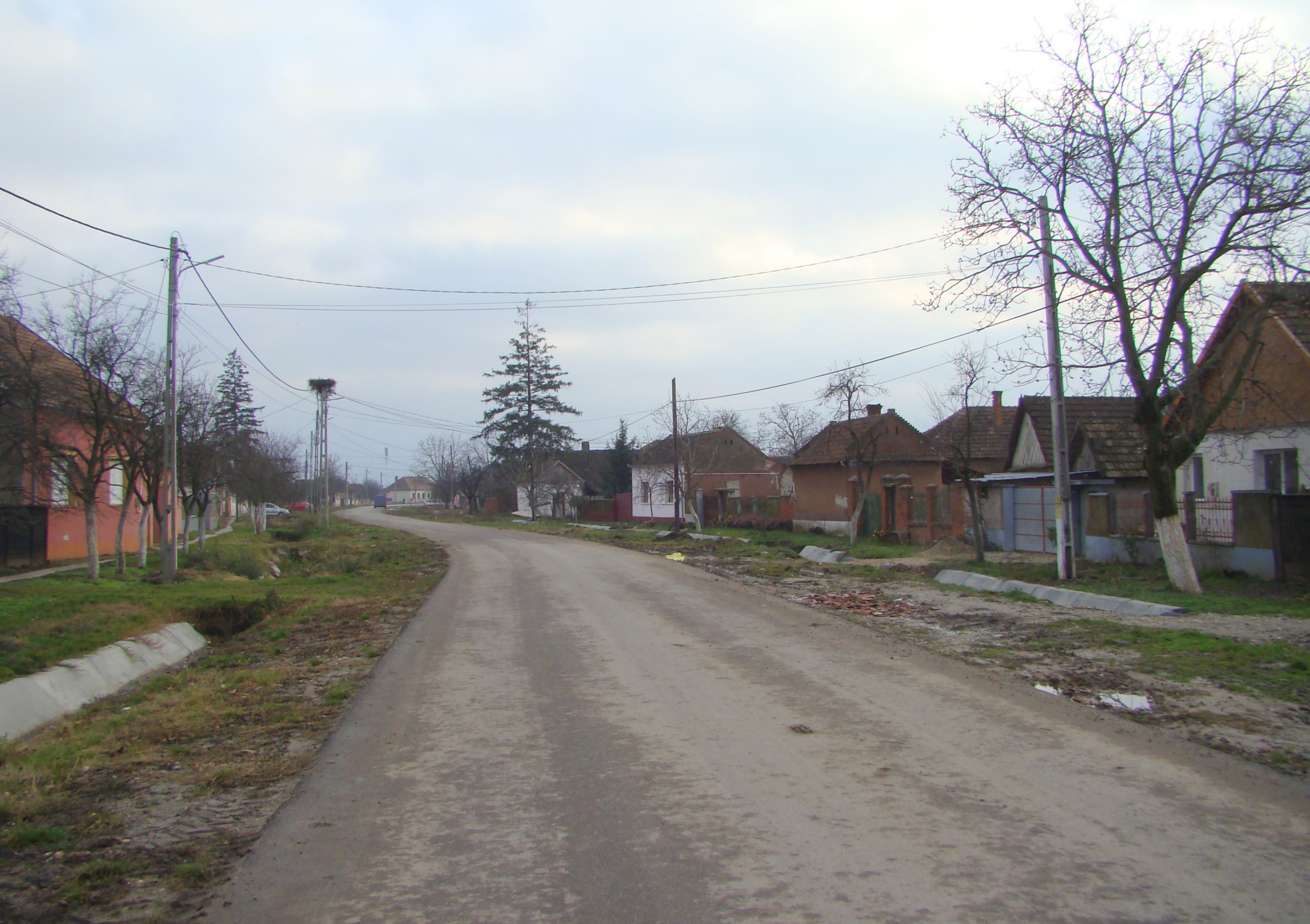
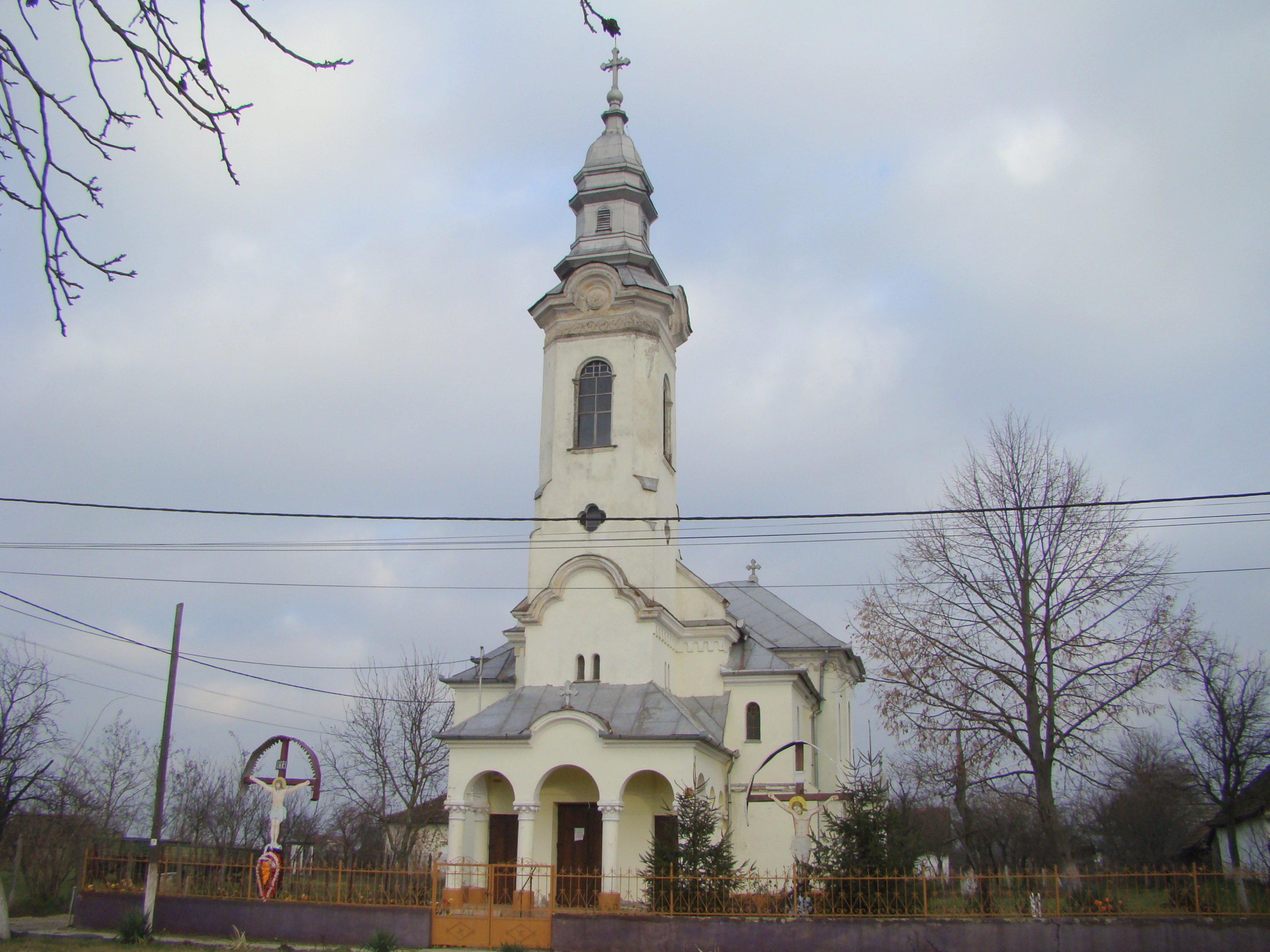
Biserica ortodoxă (1940)
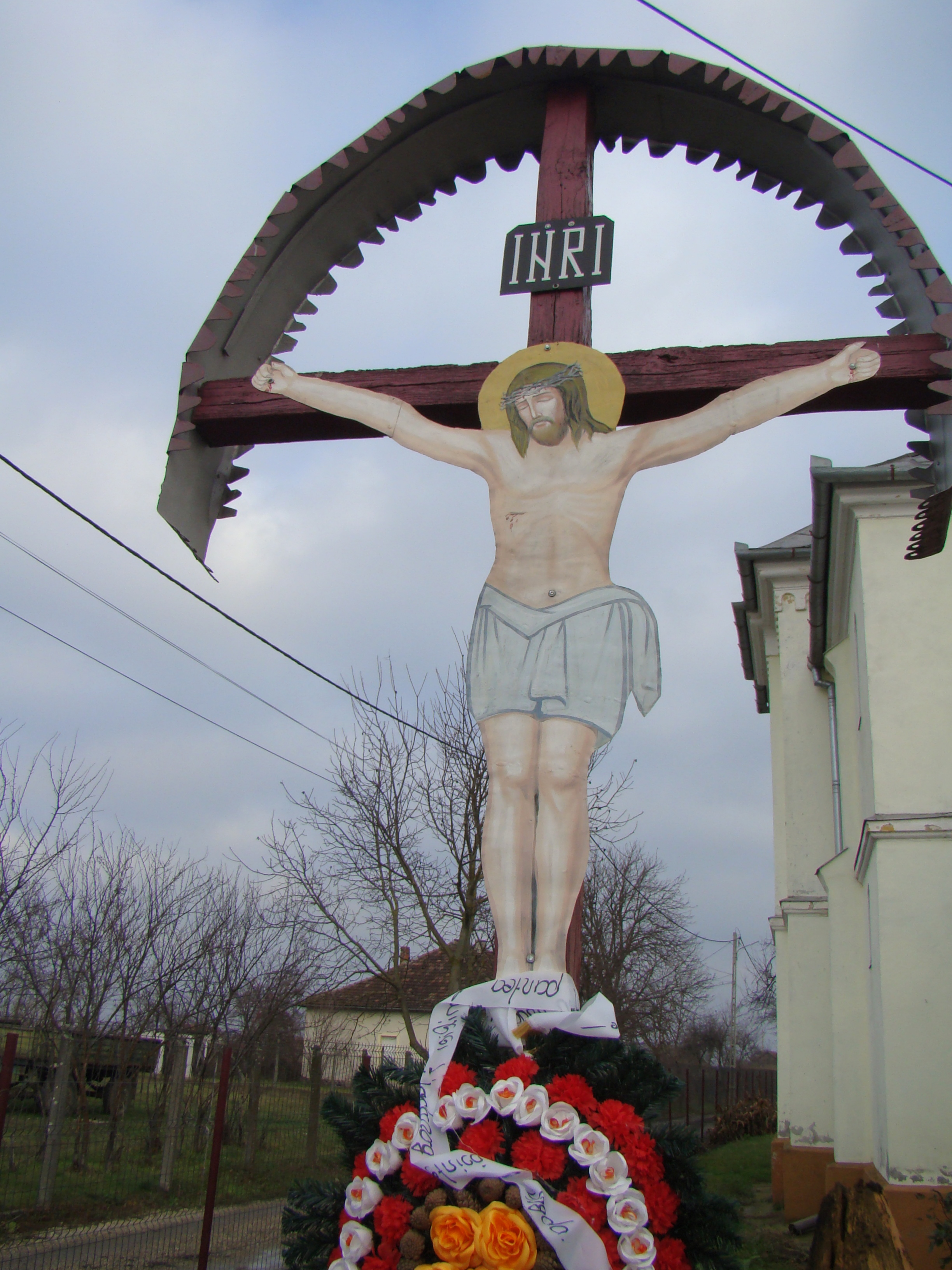
Troița
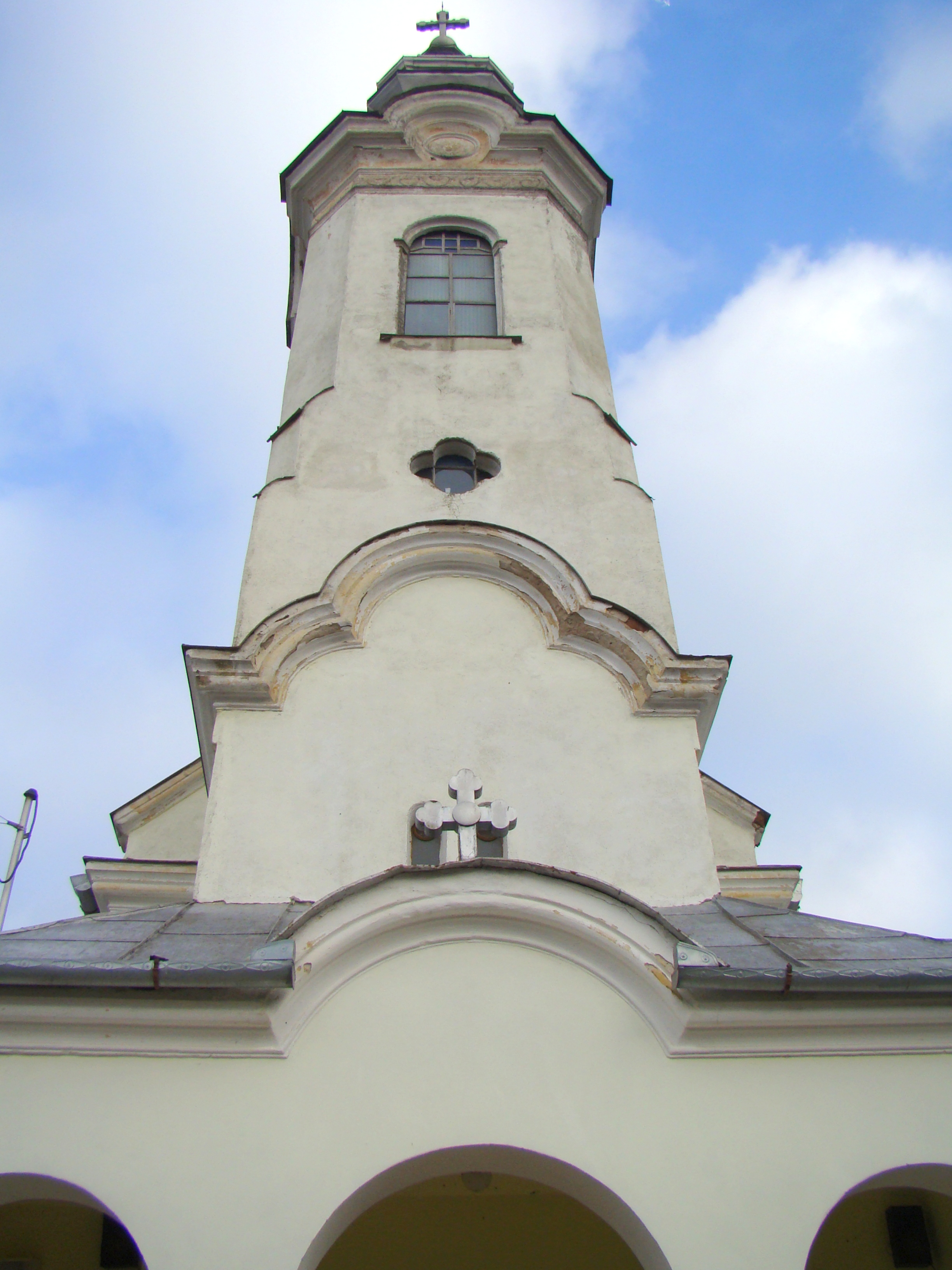
Turnul bisericii ortodoxe

 Acest articol despre o localitate din județul Bihor este deocamdată un ciot. Puteți ajuta Wikipedia prin completarea lui.